# 조지프 매카시
조지프 레이먼드 매카시(Joseph Raymond McCarthy, 1908년 11월 14일 ~ 1957년 5월 2일)는 미국의 공화당 정치인으로 위스콘신주 상원을 지냈다.
상원 의원 재직 동안 그는 공산주의자들이 정부를 포함한 미국 사회의 모든 분야에 침투해 있다는 주장으로 파장을 일으켰다. 반공 정서가 극에 달한 시대, 소위 적색 공포기이던 1950년부터 1954년까지 이어진 그의 근거없는 공산주의자 지목(매카시즘)으로 불필요한 조사들이 이어졌고 실제로 교수, 언론인, 군인, 정치인 등이 공직에서 추방당하기도 했다. 이러한 광풍은 이후 신뢰를 잃고 각계의 비판을 받다가 1954년 말 그에 대한 비판 결의가 채택되면서 막을 내렸다.

## 어린 시절

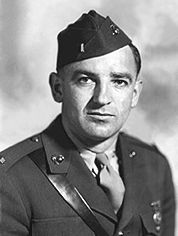
미국 해병대 복무 시절의 매카시

위스콘신주 그랜드슈트에서 농부 티머시 토머스 매카시와 브리짓 티어니에게 태어났다. 매카시 가족은 아일랜드계로 독실한 로마 가톨릭 집안이었다. 7명의 자녀 중 하나인 조지프는 애플턴과 마나와 외부에 있는 농장들에서 자라왔고 한 방의 언더힐 시골 학교에서 교육을 받았다. 그는 14세의 나이에 8학년을 완료하고 독립하여 자신 소유의 양계장을 운영하고 캐시-웨이 식료품점을 관리하였다. 1929년 20세의 나이로 그는 학교로 돌아가기로 결정하여 마나와의 리틀 울프 고등학교에 입학하여 고교과정을 마무리했다. 1930년 마케트 대학교에 입학하여 5년 후에 법학 학위와 함께 졸업하였다. 대학 재학 중에 그는 식품점 종업원 등 아르바이트를 하며 학비를 벌었다.
변호사가 된 매카시는 처음에 워파카, 그러고나서 쇼워노 지역에서 일했다. 프랭클린 D. 루스벨트 대통령의 강한 찬양자인 그는 대공황이 있던 동안 1930년대에 루스벨트가 개발한 프로그램 뉴딜의 구호 프로그램들을 지지하였다. 매카시는 3번이나 루스벨트를 위하여 투표하였다. 3년 후에 매카시는 순회 판사로 선출되었다. 30세의 나이에 그는 위스콘신주 역사상 최연소 순회 판사였고 융통성이 있어 많은 현지 변호사들은 그와 일하기를 좋아하였다.
1941년 제2차 세계 대전 중에, 매카시는 나이가 많았음에도 불구하고 미국 해병대에 입대하였다. 그는 중위로 임명되어 첩보 기관에 할당되었으며 그의 직업은 공군 조종사들로부터 태평양 지역에서 적군들에 관한 자료를 모으는 것이었다. 그는 임무에 대한 자신의 헌신으로 수훈 비행 십자장과 에어 메달이 수여되었다. 그는 후에 정치 운동들에서 자신의 공적을 이용하려고 하여 전쟁 중에 선박 낙하로 다리 부상을 입었다고 주장하였다.
1944년 7월 매카시는 위스콘신주로 돌아와 현직이던 상원의원 알렉산더 와일리를 상대로 공화당 후보 예비 선거에 뛰어들었으나 참패하였다.

## 상원으로 선출

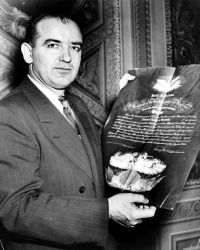
매카시 상원

1946년 매카시는 다시 공화당 상원 후보 선거에 도전하여 또다른 공화당 현직 상원의원 로버트 M. 라폴레트 주니어를 상대로 승리했고, 보수주의적 공화당 위원회에 의하여 지원되어 후보 지명을 받았다. 선거 운동 중에 민주당 후보 하워드 J. 맥머리를 상대로 매카시는 맥머리를 공산주의적 성향이 있다며 공격했고, 당시 미국 의회의 상하원 모두 공화당이 압승하는 가운데 그 역시 71개의 군들 중에 70개를 이기며 상원 의원에 당선되었다.
38세의 나이에 매카시는 상원의 최연소 의원이었고, 경솔한 행동으로 비판을 받는 일도 있었다. 그는 공화당 내에 많은 적들을 만들었으나 측근 집단도 이루었다.

## 반공주의 운동
재선이 다가올 때 매카시는 자신을 추천할 지지기반이 없는 것을 알았고 위스콘신주에 의해 탈세와 윤리 위반으로 조사받을 위기에까지 처했다. 1950년 1월 만찬회에서 매카시와 동료들은 대중의 호의를 끌기 위해 강력한 반공주의 운동을 택할 것을 결심하였다.
2월 9일 매카시는 웨스트버지니아주 휠링에서 자신의 유명한 연설을 하였다. "여러분, 국무부는 공산주의자로 가득 차 있습니다. 공산당의 당원으로서 국무부에서 일하고 정책을 만든 자들 205명의 이름이 제 손에 들려 있습니다." '휠링 연설'을 위한 본문의 대부분은 강경 보수주의 성향의 '워싱턴 타임스-헤럴드'에서 온 한 신문 기자에 의하여 준비되었다. 사실 명단의 근거로 들어진 국무장관의 조사는 로버트 번즈가 쓴 편지인데 편지에는 공산당원이나 명단에 대한 내용이 실려 있지 않았다.
당시 국공내전의 공산당 승리와 소련의 원자폭탄 시험 등으로 미국에는 공산주의의 확산에 대한 경계심이 만연해 있었으므로 매카시의 시간적 조절은 효과적이었다. 또한 3주 전 재판에서 전 국무부 관계자 앨저 히스가 루스벨트 행정부에서 지낸 동안 스파이 활동을 했다고 판결된 상황이었다.

## 매카시즘

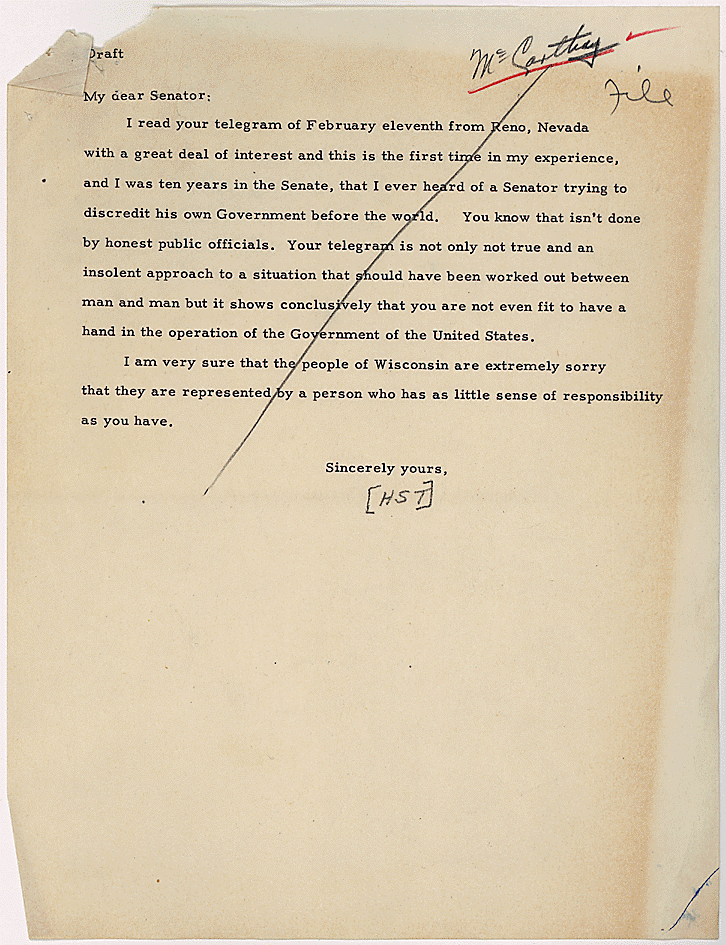
해리 S. 트루먼 대통령이 매카시에게 보낸 답장

그의 주장으로 인해 사회의 파장은 엄청났으나, 대부분은 쉽게 반박될 수 있는 것으로 보였다. 민주당원들은 매카시의 비난들을 멈추는 데 일찍이 협의를 이루어, 밀러드 타이딩스 상원의원은 매카시의 비난에 대한 조사를 앞장서 오류를 찾아냈다. 그러나 매카시는 능숙하게 청문회를 개인적 심판장으로 사용하였고, 조사 도중에 난관에 처한 매카시는 필립 C. 제섭을 소련 스파이를 지낸 좌익 지식인 오언 래티모어와 공산주의자에 대해 우호적인 모습을 보인다며 기소하였다.
1951년에도 이러한 기소는 이어졌고 그동안 매카시의 언어는 점점 무모해졌다. 해리 S. 트루먼 대통령이 극동에서 사령관 더글러스 맥아더 장군을 불복종으로 해임한 이후 그해 6월 매카시는 트루먼을 "술고래"라고 비하했다. 더욱 나가서 매카시는 국방부 장관 조지 마셜이 다양한 음모에 연루되었다고 주장하였고, 마셜은 곧 장관직으로부터 사임하였다. 그의 비판은 국무장관에 대해서도 이루어졌다.
1953년 공화당 대통령 드와이트 D. 아이젠하워가 재임하고 여러 강경 공화당원들이 의회를 차지하면서 매카시는 정부 운영 상원 위원회와 수사 위원회의 의장으로 임명되었다. 이때 매카시는 젊은 변호사 로이 콘과 가까이 하며 그의 지식에 의존하게 되었다. 그러나 한달만에 매카시는 아이젠하워 행정부도 공격하며 대립하기 시작했다.

## 육군에 대한 공격

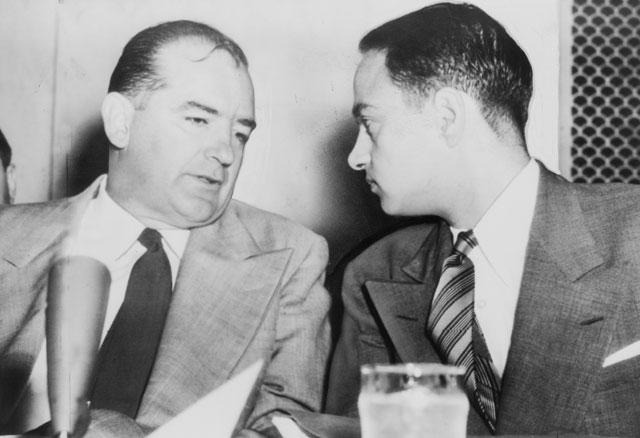
육군-매카시 청문회에서 로이 콘과 함께

1953년 가을에 매카시는 뉴저지주 포트먼머스에 있는 육군 통신단 센터이 공산당 스파이와 연관되었다고 주장하였다. 이에 1954년 4월부터 6월까지 상원의 "육군-매카시 청문회"가 열렸고, 아이젠하워의 요청으로 이는 텔레비전 방송으로 공개되었다. 시청률은 미국 텔레비전들의 3분의 2에 이르렀다. 매카시는 증인들에게 공격적인 발언을 하면서 청문회를 진행하였고 이를 계기로 매카시에 대한 대중의 여론이 악화되기 시작했다. 특히 육군의 참모 대리 조지프 웰치에게 인신공격을 한 것이 큰 논란이 되기도 했다.

## 비난 결의
1954년 6월 11일 버몬트주의 공화당원 랠프 플랜더스 상원의원은 매카시에 대한 비난 결의안을 제기하였다. 민주당 소속 의원대표 린든 B. 존슨은 공화당 온건파와 함께 특별 위원회를 구성하여 의원들과 육군 장성들에 대한 모욕 혐의를 조사하였고, 결국 비난 결의안은 채택되어 매카시즘은 막을 내린다.

## 말년
매카시는 순식간에 대중의 관심을 잃었고, 의원직을 유지할 수는 있었으나 동료들과 아이젠하워 행정부에게 완전히 버림받은 상황에서 마지막 세월을 보냈다. 절망으로 가득찬 그는 매일 아침 늦게 일어나 하루종일 텔레비전 연속극을 보며 무의미하게 시간을 보내었고 사람들과도 잘 만나지 않았다. 1957년 매카시 부부는 한명의 아이를 입양하였으나 그 외에는 거의 관심이 없었다. 그는 술에 빠져 지내던 것으로 추정되며 1957년 5월 9일 48세의 나이에 급성 간염으로 사망하였다.

## 평가
매카시 시대에 적극 동조한 유명인으로는 유명한 반공주의자들인 로널드 레이건, 엘리아 카잔, 월트 디즈니를 꼽을 수 있으며, 반대로 피해자로는 영화인 찰리 채플린, 극작가 아서 밀러, 레너드 번스타인, 시인 및 극작가인 베르톨트 브레히트 등을 들 수 있다.
그의 이름은 매카시즘이라는 단어에서 극단적 반공주의를 비판적으로 이르는 대명사가 되었다. 한편 일부 학자나 강경 보수주의 진영에서는 그에 대한 재평가를 주장하기도 한다. 역사학자 존 얼 헤인즈(J. E. Haynes)는 그가 지적한 159명의 대상 중 9명이 실제 소련 스파이였음을 지적하였는데, 이외에 상당수가 실제로 보안상 위험한 인물이었을 수는 있으나 대다수는 보안적으로도 문제시될 부분이 전혀 없는 인물이었다고 결론지었다.

## 같이 보기
- 매카시즘
- 반공주의

## 역대 선거 결과
| 선거명      | 직책명                    | 대수 | 정당   | 득표율 | 득표수    | 결과 | 당락                     |
| ----------- | ------------------------- | ---- | ------ | ------ | --------- | ---- | ------------------------ |
| 1946년 선거 | 상원의원 (위스콘신 제1부) | 80대 | 공화당 | 61.28% | 620,430표 | 1위  | 위스콘신주 상원의원 당선 |
| 1952년 선거 | 상원의원 (위스콘신 제1부) | 83대 | 공화당 | 54.23% | 870,444표 | 1위  | 위스콘신주 상원의원 당선 |